# 计算机科学术语表
本文旨在提供一份较为完整的有关计算机科学、软件开发及数据科学主题的术语列表，按条目对应的英文词组排序。

## A
- 抽象数据类型
- 抽象方法
- 抽象化 (计算机科学)
- 基于代理的模型
- 聚合函数
- 敏捷软件开发——群迭代和增量开发方法
- 算法——一系列的計算過程
- 算法设计
- 算法效率
- 美国信息交换标准代码——電腦編碼系統
- 应用程序接口——设置子程序定义、协议和软件构建工具和应用程序
- 应用软件——為用戶利益而設計的能執行一組協調功能、任務或活動的電腦軟件
- 数组——数据结构
- 工件 (软件开发)——在软件开发或系统的部署与操作中使用或产生的信息的物理片段
- 人工智能——計算機科學分支，開發具有類似人類智能的機器和軟件
- ASCII——電腦編碼系統
- 断言 (程序)
- 关联数组——將鍵與值相關聯的抽像數據類型
- 自动机理论
- 自动推理

## B
- 带宽 (计算机) ——計算和網絡
- 基准测试——用来衡量、比较、评价计算机系统或组件性能的一套标准化测试程序
- 最佳、最差和平均情况
- 大数据——信息技术术语
- 大O表示法
- 二进制——進位記數系統
- 二分搜索算法——有序列表的搜索算法，每次搜索过程将范围缩小一半
- 二叉树——计算机科学中一种数据结构
- 生物信息学——现代生物学和计算机信息科学相结合的交叉学科，采用计算与统计等方法从生物数据中提取知识
- 位
- 比特率——多媒体
- 黑名单 (计算)
- BMP文件格式——視窗位圖圖像文件格式系列
- 布尔数据类型
- 布尔表达式——計算時得到「真」、「假」之一的表達式
- 布尔代数——代数结构
- 字节——电脑、手机及智能手表等设备上的信息计量单位，代表八个比特
- 启动

## C
- 计算
- 回调函数
- 中央处理器——電腦的主要裝置之一
- 字符 (计算机科学)——信息单位
- CI/CD——维基媒体消歧义页
- 密码
- 类 (计算机科学)——面向对象编程;定义指定一个对象是如何工作的
- 基于类的编程
- 客户端——一塊電腦硬體或軟體存取伺服器服務
- 闭包 (计算机科学)
- 云计算——藉由網路進行的運算方式
- 代码库
- 代码重构——对软件代码做任何更动以增加可读性或者简化结构，而不影响输出结果
- 代码审查
- 编码理论
- 认知科学——研究人腦和意識的跨領域學科
- 集合 (计算机科学)
- 逗号分隔值——文文格式
- 编译器——將源代碼轉換為目標代碼的計算機程序
- 可计算性理论
- 计算机编程——软件开发步骤
- 计算生物学
- 计算化学——化学分支
- 计算复杂性理论——數學理論
- 计算模型——複雜系統的數學模型，例如 天氣
- 计算神经科学
- 计算物理学
- 计算科学
- 计算机——根據指令對數據進行處理的機器
- 计算机体系结构——描述计算机系统功能、组织及其相互关系和实现的一套规则和方法
- 计算机数据存储——電子設備
- 计算机伦理
- 计算机图形学——计算机学科
- 计算机硬件历史
- 计算机网络——採用單一技術相互連接的自治電腦
- 计算机程序——使用计算机语言编写的指令序列，可以执行特定的计算机工作
- 计算机科学——研究信息和計算的理論基礎
- 计算机科学家
- 计算机安全——保護電腦系統與網路避免竊盜、損毀或資料洩漏
- 计算机视觉——從影像中擷取可電腦化的資訊
- 计算
- 连接——SQL语法
- 并发性
- 条件 (编程)
- 容器 (抽象数据类型)——类,数据结构在计算机科学
- 持续交付
- 持续部署
- 持续集成
- 控制流
- 知识共享——為公開發布創作作品創建版權許可的組織
- 密码学——研究如何构造性能良好、实现方便的密码体制的方法
- 逗号分隔值——文文格式
- 网络欺凌——網絡暴力
- 网络空间——全球性的計算機網絡

## D
- 守护进程——计算机程序作为后台进程运行
- 数据 (计算机)
- 数据中心——設施
- 数据库——有組織的數據集合
- 数据挖掘——數據開發、數據採集、數據採掘、數據開拓
- 数据科学——跨學科研究領域，側重於從資料中取得知識與見解
- 数据结构——一種在計算機上能有效儲存、組織、使用資料的方式
- 数据类型——计算机科学中的数据分类
- 调试——寻找和解决计算机程序或电子仪器设备缺陷、问题的过程
- 声明 (计算机编程)
- 默认选项——軟體應用程式、電腦程式或裝置的使用者可修改設定的預先存在的值
- 设计模式 (计算机)——對軟件設計中給定上下文中常見問題的一般可重用解決方案
- 数码资料
- 数字信号处理
- 离散事件模拟
- 磁盘存储——存储机制的一般类别
- 分布式计算——研究领域
- 分治算法
- DNS——用於計算機，服務或連接到互聯網或專用網絡的任何資源的分層分佈式命名系統
- 软件文档
- 领域 (软件工程)
- 域名系统——用於計算機，服務或連接到互聯網或專用網絡的任何資源的分層分佈式命名系統
- 双精度浮点数
- 下载——從遠程系統接收數據到本地系統

## E
- 边缘设备
- 模拟器——系統模擬真實係統，使行為與真實係統的行為非常相似
- 加密——过程
- 事件 (计算机)
- 事件驱动编程——術語
- 进化计算
- 可执行文件
- 执行 (计算机)
- 异常处理——局势计算机编程
- 存在检测
- 表达式 (计算机科学)

## F
- 容错计算机系统
- 可行性研究
- 字段
- 文件扩展名——一个计算机文件的名称后缀
- 过滤器 (软件)
- 浮点运算
- for循环——编程语言语句
- 形式化方法
- 形式化验证
- 函数式编程——編程範式

## G
- 博弈论——經濟學理論
- 垃圾进，垃圾出——计算机术语
- 图形交换格式——位图图像文件格式的家族
- 图形用户界面——提供用户与计算机通信的硬件或软件。
- 吉字节——单位字节的倍数
- 全局变量
- 图论——研究對象為圖的數學理論

## H
- 句柄
- 计算复杂度理论——數學理論
- 哈希函数——将任意长度的数据映射成固定长度数字串的函数
- 哈希表
- 堆 (数据结构)——計算機科學中一種樹狀資料結構
- 堆排序
- 人机交互——學科

## I
- 标识符 (计算机语言)——编程领域
- 图像处理——輸入為影像的訊號處理形式，輸出是與影像相關的影像或一組特徵或參數
- 命令式编程——電腦科學中的程式設計類型
- 信息学——研究信息分析，收集，分類，操作，存儲，檢索，移動，傳播和保護的領域。
- 信息可视化——研究資料的視覺化研究
- 继承 (计算机科学)
- 输入/输出——数据在内部/外部存储器或其他周边设备之间的输入和输出通信
- 插入排序
- 指令周期——计算机完成一条指令执行所需要的时间
- 整数 (计算机科学)——计算机数据类型
- 集成开发环境 (IDE)——用於開發軟件的軟件應用程序
- 集成测试
- 知识产权——著作、商標、專利等無形財產權
- 智能代理——一种具有高度智能性的软件程序
- 接口 (信息技术)——電腦科學的概念；兩個事物之間的交互作用點
- 互联网——全球性的計算機網絡
- 互联网机器人——一种通过网络运行自动化任务的软件应用
- 物联网——能行使獨立功能的普通物體實現互聯互通的網絡
- 解释器——解释器也是一种程序
- 内省 (计算机科学)
- 不变量 (计算机科学)
- 迭代

## J
- Java (编程语言)——面向对象型高极程式语言

## K
- 内核——操作系统中最基本的部分，负责直接管理计算机硬件和软件资源，实现操作系统核心功能，并提供基本系统功能

## L
- 函数库——计算机程序所使用的非易失性资源的集合，通常用于开发软件；可被其他软件用于一个特定的目的的软件组成部分。
- 线性搜索
- 链表——数据结构,这是一个线性的数据元素的集合,称为节点,每一个指向下一个节点的指针
- 链接器——一种计算机系统程序，将一个或多个目标文件和库链接为一个可执行文件
- 列表 (抽象数据类型)
- 加载器
- 逻辑错误 (程序设计)
- 逻辑编程

## M
- 机器学习——對電腦系統用於在沒有明確指令的情況下執行任務的演算法與統計模型的科學研究
- 机器视觉
- 数学逻辑
- 矩阵——由若干行和列元素排列成的矩形陣列
- 计算机数据存储——電子設備
- 合并排序
- 方法 (计算机编程)——电脑函数或者函数
- 软件开发过程——软件项目的生命周期
- 调制解调器

## N
- 自然语言处理——以通过语音输入文字为例，自然语言处理是用计算机来处理、理解以及运用人类语言。
- 节点 (计算机科学)
- 数论——純數學的一個分支主要致力於整數的研究
- 数值分析——数学领域的一种研究方法
- 数值方法——数学领域的一种研究方法

## O
- 对象 (计算机科学)——在计算机内存中有一个值并由标识符引用的位置
- 目标代码
- 面向对象分析与设计
- 面向对象编程 ——具有物件概念的程式設計典範
- 开源软件——源代码以开放源代码授权条款提供的软件
- 操作系统——用于管理計算機硬件資源的軟件集合
- 光纤——一種由玻璃或塑料製成的纖維

## P
- 结对编程
- 并行计算——使許多指令得以同時執行的計算模式
- 参数 (程序设计)
- 外围设备
- 指针 (计算机编程)——计算机科学术语
- 后置条件
- 先置条件
- 主存储器
- 原始型別
- 优先队列——電腦科學中的抽象資料類型
- 过程式编程
- 过程生成——以算法方式创建数据, 而不是手动创建数据的方法
- 过程 (计算机科学)——大型程序中的某部份程序码
- 编程语言——用於將指令傳達給機器的語言
- 编程语言理论——計算機科學的一個分支，涉及編程語言及其各自功能的設計，實現，分析，表徵和分類
- 编程范型——基於計算機編程風格的編程語言分類
- 项目管理
- Prolog
- Python (编程语言)——通用高級編程語言

## Q
- 量子计算——运用量子计算的计算机
- 队列——抽象数据类型
- 快速排序——平均情況最優分治法和比較排序算法

## R
- R编程语言——用于统计计算的编程语言
- 底数 (进制)——进位制中用以乘每个数位而得有效值的数
- 记录——數據結構
- 递归
  - 递归 (计算机科学)
- 引用 (程序设计)
- 引用计数
- 回归测试
- 关系型数据库——数据库类型
- 可靠性工程
- 需求分析
- 机器人学——機器人的設計、建造、操作和應用
- 舍入误差
- 路由器——网络连接设备
- 路由表
- 运行时——執行期
- 运行时错误

## S
- 搜索算法
- 辅助存储——電子設備
- 选择排序
- 形式语义学
- 序列——有限或無限個元素的有序列表
- 可串行化——数据库事务的属性
- 序列化——翻译数据结构或对象状态在稍后的同一台或另一台计算机环境可以存储和重建的格式的过程
- 服务器——為客戶端提供中央資源或其他功能的電腦軟體或裝置
- 服务级别协议——官方承诺，服务提供商和客户之间
- 集合 (抽象数据类型)
- 单例模式——一種設計模式
- 软件——一系列按照特定順序組織的電腦資料和指令，是電腦中的非有形部分
- 软件代理
- 软件构造
- 软件部署
- 软件设计
- 软件开发——創建和維護程序和應用程序
- 软件开发过程——软件项目的生命周期
- 软件工程——應用系統方法開發軟件
- 软件维护
- 软件需求说明
- 软件测试——对软件进行检测和质量评估，以确定其是否满足所需结果的过程和方法
- 排序算法——算法,按照一定的顺序列表的元素
- 源代码——收集计算机使用一些人类可读的计算机语言编写的指令
- 螺旋模型
- 堆栈——抽象数据类型
- 状态 (计算机科学)
- 语句 (计算机科学)——最小的独立元素的命令式编程语言表达进行一些行动
- 计算机数据存储——電子設備
- 字串流
- 字符串——字符序列,数据类型
- SQL——计算机中用于检索和管理关系数据库管理系统中的数据以及数据库模式和访问控制管理的语言
- NoSQL——数据库类型
- 子程序——大型程序中的某部份程序码
- 计算机代数
- 语法 (编程语言)
- 语法错误
- 系统工程

## T
- 技术文档
- 第三代编程语言
- 自上而下和自下而上设计
- 树 (数据结构)——抽象資料結構
- 类型理论

## U
- 上传——向远程系统发送数据
- 统一资源定位器——到特定文件或页面的网页地址
- 用户 (计算机)——使用電腦或網路服務的人
- 用户代理——代表用戶行事的軟件
- 用户界面——计算机概念
- 用户界面设计——软件或应用程序的用户界面设计

## V
- 变量 (计算机科学)
- 虚拟机——计算机软件
- V模型 (软件开发)

## W
- 瀑布模型
- 波形音频文件格式
- 网络爬虫——从互联网上检索资源的程序
- Wi-Fi——基于電機電子工程師學會802.11标准的无线局域网

## X
- XHTML  ——标记语言HTML以XML形式的地方